# Новохорошевское
Новохорошевское (укр. Новохорошевське) — село,
Украинский сельский совет,
Петропавловский район,
Днепропетровская область,
Украина.
Код КОАТУУ — 1223886007. Население по переписи 2001 года составляло 340 человек.

## Географическое положение
Село Новохорошевское (старое название "Комсомол")находится на правом берегу реки Сухой Бычок,
выше по течению на расстоянии в 4 км расположено село Марьянка,
ниже по течению примыкает посёлок Украинское.
Река в этом месте пересыхает, на ней сделано несколько запруд. В нескольких километрах к северу находится "Німецька" балка.